# ギャビー
ギャビー（1996年10月20日 - ）は、日本の女性ファッションモデル。本名はガブリエラ・フェイス・ジェイド（GABRIELLA-FAITH JADE）。アメリカ合衆国生まれ、福岡県出身。TEN CARAT所属。

## 略歴
父親は日本人（九州生まれアメリカ育ち）で、母親はラテン系アメリカ人。出生時は祖父母が事業に成功しており裕福だったという。姉が1人いる。
アメリカ合衆国ニュージャージー州で生まれ、4歳の時に福岡県筑紫野市に移住したが、翌年に両親は離婚し、母親はギャビーが20歳になるまで連絡しないと約束してアメリカに帰国した。父親は何度も離婚と結婚を繰り返し、たまにしか家に帰ってこず、貧しかったという。
いじめ経験などが重なり非行に走り、高校に進学せずモデルになると決め、16歳の時にアルバイトで貯めたお金で上京した。
上京初日に渋谷109で雑誌『BLENDA』からスカウトを受け、2014年に同誌の専属モデルとしてデビュー。
専属デビュー半年後にBLENDAが廃刊となり、Happie nutsの専属モデルとなるが一年後にまたも廃刊になる。2014年に18歳でプロデュースしたカラコンが大ヒットするものの、20歳で所属していた事務所が解散となり、保育園の保育補助のアルバイトで2年間食いつなぐ。
2018年、現在の事務所への所属が決まり、1回目の顔見せの場でJJの専属モデルになる。

## 出演

### ランウェイ
- Rakuten GirlsAward 2023 AUTUMN/WINTER（2023年9月30日、幕張メッセ）[5]

### 映像
- オオカミちゃんには騙されない（Netflix）（2023年）

### テレビ
- 『オールスター感謝祭2024春』（TBS）（2023年4月6日）　赤坂5丁目ミニマラソンに出走。

## 書籍

### 雑誌
- BLENDA（2014年、角川春樹事務所） - 専属モデル
- Happie nuts（2015年 - 、ネコ・パブリッシング） - レギュラーモデル
- JJ（2019年4月号 - 、光文社） - 専属モデル[4]